# Marspich
Marspich (Duits: Marschbach, Luxemburgs: Maaschpéch) is een wijk van Hayange en voormalige gemeente in het Franse departement Moselle in de regio Grand Est.

## Geschiedenis
Tijdens de Dertigjarige Oorlog werd Marspich totaal verwoest en verlaten. Hierop werd het dorp bij de wederopbouw grotendeels bevolkt door families uit het Prinsbisdom Luik. Deze nieuwe inwoners, die van huis uit Waals spraken, raakten ontheemd in een gebied waar Luxemburgse en Lotharings Frankische dialecten gesproken werden.
In 1659 werd bij de Vrede van de Pyreneeën de Proosdij van Thionville, waar Marspich deel van uitmaakte, afgescheiden van de Spaanse Nederlanden en onderdeel het bisdom Metz, een van de Trois-Évêchés. Deze waren na de Vrede van Westfalen na de Dertigjarige Oorlog geannexeerd door het Koninkrijk Frankrijk. De ontheemde inwoners van Marspich vroegen in 1687 om een priester uit het bisdom Luik, hoewel het gebied niet meer onder dit bisdom viel.

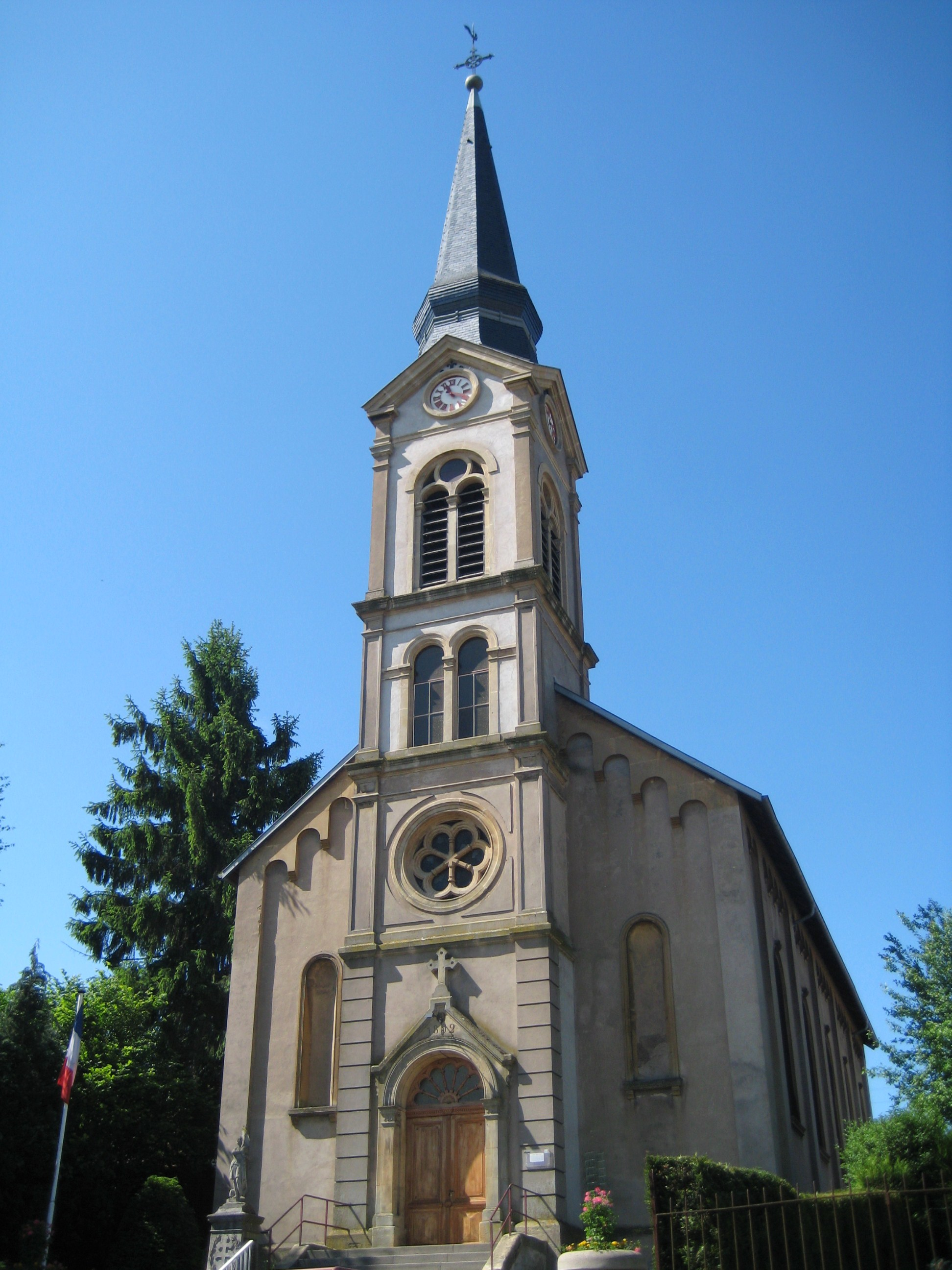
De kerk van Marspich

De inwoners van de plaats kregen de bijnaam d'Maaschpécher Daboën (Luxemburgs) of les dabos de Marspich (Frans), vrij vertaald: De Marspichers van buiten, verwijzend naar hun Waalse afkomst.
In 1817 bestond Marspich uit zo'n 45 gebouwen met 285 inwoners wat toenam tot 2924 inwoners in 1960.
Op 13 maart 1971 werd de gemeente opgenomen in de gemeente Hayange. Marspich is geheel opgegaan in Hayange en is een wijk van de stad geworden.